# David Andrade
David Alfredo Andrade Gómez, noto semplicemente come David Andrade (Manzanillo, 9 luglio 1993), è un calciatore messicano, centrocampista del Rànger's.

## Caratteristiche tecniche
È un mediano.

## Carriera
Cresciuto nel settore giovanile del Chiapas, ha esordito in prima squadra il 25 luglio 2012 disputando l'incontro di Copa México vinto 1-0 contro il Necaxa